# Halazij
Halazij, tudi halacij, je kronični vnetni granulom žleze lojnice na očesni veki. Običajno se pojavi na sredini veke in je pordel ter neboleč. Pojavi se postopoma v obdobju več tednov.
Pojavi se lahko zaradi blokade žleze lojnice s strjenimi žleznimi izločki. Najprej je lahko prisoten ječmen, s katerega se kasneje razvije halazij. Običajno gre za blokado meibomove žleze (žleza lojnica, ki izloča sekret na robu vek za trepalnicami), lahko pa je prizadeta tudi zeisova žleza (žleza lojnica ob trepalnici). S podobno simptomatiko se kažeta očesni ječmen in celulitis v tem predelu. Ječmen se načeloma razvije hitreje, je boleč in se pojavi v kotu veke, celulitis pa prav tako povzroča bolečine.
Začetno zdravljenje je običajno s toplimi obkladki. Če to ni učinkovito, se lahko injicirajo v prizadeti predel kortikosteroidi. Obsežni halaziji lahko zahtevajo tudi kirurško odstranitev. Gre za dokaj pogosto bolezen, vendar ni konkretnih ocen o njeni pogostnosti. Izraz halazij izvira iz stare grščine, kjer khalazion pomeni »majhno zrno toče«.